# Parc national naturel de Cahuinarí
Le parc national naturel de Cahuinarí est un parc national situé dans le département d'Amazonas, en Colombie.